# Mohamed Queta
Mohamed Lamine Queta (Bourges, 1º maggio 1995) è un cestista francese con cittadinanza guineana.

## Carriera
Con la Guinea ha disputato i Campionati africani del 2021.